# 黄线拟羊鱼
黄线拟羊鱼，又稱黃線擬鬚鯛、瘦金帶鬚鯛，為拟羊鱼属的其中一個種。分布於印度-太平洋海域。

## 深度
水深5至35公尺。

## 特徵
本魚體呈長紡錘型。體色為灰白到淺黃褐色，背部色暗，腹部為銀灰色。主要特徵為從鰓蓋到尾鰭基有一條金黃色細縱帶。另在第一背鰭下方之縱帶上有一黑斑。各鰭黃色透明，無其他斑紋。背鰭有兩個，尾鰭成深分叉。背鰭硬棘共8枚、軟條共9枚；臀鰭硬棘1枚、軟條7枚。側線鱗片數約35至37枚。體長可達43公分。

## 生態
本魚棲息在珊瑚礁或岩礁區，為群游性，不管白天或夜間，均一起在沙地覓食或一起睡覺休息。肉食性，以底棲性動物為食。

## 經濟利用
為中小型食用魚類，適合煎食或紅燒，亦可做為觀賞魚。